# الحرس الوطني (الولايات المتحدة)
الحرس الوطني للجيش (بالإنجليزية: Army National Guard)‏ ويُعرف اختصارًا باسمِ ARNG هو ميليشيا منظمة وقوة احتياط عسكرية فيدرالية تابعة للقوات البرية للولايات المتحدة الأمريكيّة. تُعدُّ هذه القوة جزءًا من مؤسستين مختلفتين في نفسِ الوقت: الحرس الوطني للجيش الخاص بكل ولاية، ومعظم الأقاليم، ومقاطعة كولومبيا (يُشار إليه أيضًا باسم ميليشيا الولايات المتحدة)، والحرس الوطني لجيش للولايات المتحدة (كجزء من الحرس الوطني الفيدرالي). ينقسمُ الحرس الوطني للجيش إلى وحدات تابعة متمركزة في كل ولاية وإقليم أمريكي، إضافة إلى مقاطعة كولومبيا، التي تعمل تحت إمرة حكامها بالنيابة.
تأسيس ما أصبح يعرف بالحرس الوطني للجيش حصل في مدينة سالم، ماساتشوستس في سنة 1636، وهي المرة الأولى التي يتدرب فيها فوج من الميليشيات من أجل الدفاع المشترك عن منطقة متعددة المجتمعات.

## المنظمات المماثلة
- احتياطي جيش الولايات المتحدة.
- احتياطي مشاة البحرية الأمريكية.
- احتياطي البحرية الأمريكية.
- احتياطي خفر سواحل الولايات المتحدة.
- الحرس الوطني الجوي (القوات الجوية الأمريكية).
- القيادة الاحتياطية للقوات الجوية (القوات الجوية الأمريكية).

## روابط خارجية
- الموقع الرسمي
- Army National Guard News
- Unit Designations in the Army Modular Force، accessed 23 November 2006
- National Guard Maneuver Enhancement Brigade's Role in Domestic Missions
- Guard Knowledge Online
- Army National Guard Old Website